# Cameron (Virginie-Occidentale)
Pour les articles homonymes, voir Cameron.
Cameron est une ville américaine située dans le comté de Marshall en Virginie-Occidentale.
Selon le recensement de 2010, Cameron compte 946 habitants. La municipalité s'étend sur 0,87 milles carrés (2,25 km2).
La ville est fondée en 1846 par David McConaughey. Il nomme la ville Cameron, en l'honneur de son ami Samuel Cameron, membre de la Baltimore and Ohio Railroad,.